# Le Morne-Rouge
Le Morne-Rouge, gradić i komuna u francuskom prekomorskom departmanu Martinique u Karipskom moru. Smješten je u blizini vulkana Mont Pelée u arrondissementu Saint-Pierre, kanton Le Morne-Rouge. Populacija: 5,395 (1999). 

## Vanjske poveznice
- Le Morne Rouge  Arhivirana inačica izvorne stranice od 27. veljače 2009. (Wayback Machine)